# Hilfsmatt
Das Hilfsmatt ist eine Kompositionsrichtung im Schach, in der beide Parteien kooperieren, damit Weiß den schwarzen König in der vorgegebenen Anzahl von Zügen mattsetzen kann. Die Forderung lautet Hilfsmatt in n Zügen (abgekürzt h#n). Wenn nicht anders angegeben, beginnt im Hilfsmatt stets Schwarz. In der Notation steht folglich im Hilfsmatt der Zug von Schwarz an erster Stelle vor dem von Weiß. Das wohl bekannteste Hilfsmatt ist das Narrenmatt, bei dem aus der Partieanfangsstellung allerdings Weiß am Zug in zwei Zügen mattgesetzt wird. Für Hilfsmatts gibt es eine eigene Sektion im FIDE-Album.

## Grundlagen
Das Hilfsmatt ist kein Zwei-Personen-Spiel, weil beide Parteien dasselbe Ziel verfolgen. Da beide Seiten zusammenarbeiten, ist die Prüfung der Lösung simpler als in anderen Kompositionsrichtungen, weil es kein Gegenspiel gibt. Es ist keine Variantenvielfalt anzutreffen, da keine Verteidigung stattfindet. Wenn man Variationen anstrebt, muss dies also auf andere Weise geschehen (Mehrspänner, Mehrling und so weiter).
Das Hilfsmatt spielt aber unter Umständen auch im regulären Turnierschach eine Rolle, und zwar bei der Frage, ob ein Mattsetzen in der gegebenen Stellung theoretisch noch möglich ist. Dies ist z. B. von Bedeutung, wenn die Zeit eines Spielers abläuft: Kann er noch mattgesetzt werden (auch mittels Hilfsmatt), so hat er verloren; ist dies nicht mehr möglich, endet das Spiel remis.
Im Gegensatz zu anderen Kompositionsarten sind im Hilfsmatt häufig mehrere Autorlösungen gesucht. Dieser Fall ist (zum Beispiel durch den Zusatz zwei Lösungen) explizit unter dem Diagramm zu vermerken. Eine solche Komposition wird gewöhnlich Mehrling genannt, wenn die Ausgangsstellung variiert wird, Mehrspänner, wenn sie gleich bleibt. Anstelle der Vorsilbe Mehr kann auch die Anzahl der zu findenden Lösungen genannt sein. Ein Vierspänner hat somit aus ein und derselben Ausgangsstellung vier Lösungen. Die Autoren nutzen Mehrlinge oder Mehrspänner, um Themen vertieft darzustellen. So gibt es Hilfsmatts mit vier Lösungen, in denen ein König in allen Ecken einmal mattgesetzt wird oder ein Bauer jeweils in eine andere Figur umgewandelt wird (Allumwandlung).
Fast immer haben die Lösungen einen gemeinsamen Bezugspunkt, entweder indem sie analog zueinander verlaufen oder einen Kontrast bilden. Seltener sind Mehrlinge mit völlig voneinander unabhängigen Lösungen. Sie sind schwierig zu lösen. Dies wird mitunter als Anti-Analogie bezeichnet. Jede Lösung kann als eine Phase oder ein Teil eines Ganzen betrachtet werden. Aufgaben mit mehreren Lösungen ohne deren explizite Nennung sind heutzutage als inkorrekt anzusehen.
Mit speziellen Algorithmen in manchen Schachprogrammen können auch langzügige Hilfsmattaufgaben auf Korrektheit überprüft werden. Bekannte Programme sind das Open-Source-Programm Popeye und die käuflich erwerbbaren Alybadix und Gustav.
Bekannte Hilfsmattspezialisten der heutigen Zeit sind Chris Feather oder Christer Jonsson.

## Beispiele für Hilfsmattaufgaben
|   | a | b | c | d | e | f | g | h |   |
| 8 |   |   |   |   |   |   |   |   | 8 |
| 7 |   |   |   |   |   |   |   |   | 7 |
| 6 |   |   |   |   |   |   |   |   | 6 |
| 5 |   |   |   |   |   |   |   |   | 5 |
| 4 |   |   |   |   |   |   |   |   | 4 |
| 3 |   |   |   |   |   |   |   |   | 3 |
| 2 |   |   |   |   |   |   |   |   | 2 |
| 1 |   |   |   |   |   |   |   |   | 1 |
|   | a | b | c | d | e | f | g | h |   |

Die Forderung unter dem Diagramm ist zu interpretieren als

Schwarz beginnt und hilft Weiß, ihn in acht Zügen mattzusetzen.

Lösung:

1. Kg2–f3 Kd2–d3

2. Ld1–b3 Kd3–c3

3. Kf3–e4+ Kc3–d2

4. Ke4–d4 Kd2–e2

5. Kd4–c3 Sa6–b4

6. Kc3–b2 Ke2–d2

7. Kb2–a1 Kd2–c1

8. Lb3–a2 Sb4–c2 matt
|   | a | b | c | d | e | f | g | h |   |
| 8 |   |   |   |   |   |   |   |   | 8 |
| 7 |   |   |   |   |   |   |   |   | 7 |
| 6 |   |   |   |   |   |   |   |   | 6 |
| 5 |   |   |   |   |   |   |   |   | 5 |
| 4 |   |   |   |   |   |   |   |   | 4 |
| 3 |   |   |   |   |   |   |   |   | 3 |
| 2 |   |   |   |   |   |   |   |   | 2 |
| 1 |   |   |   |   |   |   |   |   | 1 |
|   | a | b | c | d | e | f | g | h |   |

In diesem Zweispänner sind beide Phasen durch ein gemeinsames Thema verbunden.

Lösungen:

1. Lf4xb8 Lg2–d5 2. Se6–c7 Ld8xg5 matt

1. Td3xd8 Lg2–c6 2. Sc5–d7 Tb8xb3 matt

Beide Lösungen haben einige Gemeinsamkeiten aufzuweisen: Zuerst schlägt Schwarz die weiße Figur, die in der anderen Lösung mattsetzt (dies ist in der Fachsprache als Zilahi-Thema bekannt), und öffnet gleichzeitig die Linie, auf der später das Matt gegeben wird. Weiß benutzt danach seinen Läufer, um die 2. Reihe zu öffnen und die schwarze Linie abzuschirmen, aus der Schwarz seinen Springer abziehen wird. Dieser versperrt seinerseits im nächsten Zug die Linie, von der die schwarze Figur kam, die im ersten Zug gezogen hatte. Da der weiße Läufer dazwischengezogen ist, geschieht dies ohne Schach. Zuletzt setzt Weiß matt, indem er den Bauern schlägt, der am Anfang vom schwarzen Springer verteidigt war.
|   | a | b | c | d | e | f | g | h |   |
| 8 |   |   |   |   |   |   |   |   | 8 |
| 7 |   |   |   |   |   |   |   |   | 7 |
| 6 |   |   |   |   |   |   |   |   | 6 |
| 5 |   |   |   |   |   |   |   |   | 5 |
| 4 |   |   |   |   |   |   |   |   | 4 |
| 3 |   |   |   |   |   |   |   |   | 3 |
| 2 |   |   |   |   |   |   |   |   | 2 |
| 1 |   |   |   |   |   |   |   |   | 1 |
|   | a | b | c | d | e | f | g | h |   |

Hilfsmatt in zwei Zügen: a) sDa6 (Diagramm) b) sTa6 c) sLa6 d) sSa6 e) sBa6; Beispiel eines Hilfmatts mit Mehrlingsbildung

### Mehrlinge
Ein Mehrling besteht aus mehreren sehr ähnlichen Aufgaben, die in einem gemeinsamen Diagramm untergebracht werden. Einige Möglichkeiten wären, einen Stein auf ein anderes Feld zu versetzen, durch einen anderen zu ersetzen, hinzuzufügen oder zu entfernen, oder das Brett um 90, 180 oder 270 Grad zu drehen. Eine Form der Mehrlingsbildung ist die Zeroposition, bei der die Diagrammstellung nicht gelöst wird, sondern in allen Mehrlingen ein Unterschied zur Diagrammstellung besteht. Aufgaben mit Satzspiel bieten auch eine zusätzliche Lösung, können aber nicht explizit als Mehrling betrachtet werden. Obwohl Mehrlingsbildung auch in anderen Arten der Komposition vorkommt, ist sie im Hilfsmatt am meisten verbreitet. Das Beispiel rechts ist ein Hilfsmatt von Henry Forsberg, das 1935 in Revista Română de Şah publiziert wurde. Die Mehrlinge entstehen, indem auf dem Feld a6 nacheinander alle schwarzen Steine außer dem König in der Anfangsposition stehen:
a) mit schwarzer Dame auf a6: 1. Da6–f6 Sd3–c5 2. Df6–b2 Tb4–a4 matt
b) mit schwarzem Turm auf a6: 1. Ta6–b6 Tb4–b1 2. Tb6–b3 Tb1–a1 matt
c) mit schwarzem Läufer auf a6: 1. La6–c4 Sd3–e1 2. Lc4–a2 Se1–c2 matt
d) mit schwarzem Springer auf a6: 1. Sa6–c5 Sd3–c1 2. Sc5–a4 Tb4–b3 matt
e) mit schwarzem Bauer auf a6: 1. a6–a5 Tb4–b3+ 2. Ka3–a4 Sd3–c5 matt

### Duplex
|   | a | b | c | d | e | f | g | h |   |
| 8 |   |   |   |   |   |   |   |   | 8 |
| 7 |   |   |   |   |   |   |   |   | 7 |
| 6 |   |   |   |   |   |   |   |   | 6 |
| 5 |   |   |   |   |   |   |   |   | 5 |
| 4 |   |   |   |   |   |   |   |   | 4 |
| 3 |   |   |   |   |   |   |   |   | 3 |
| 2 |   |   |   |   |   |   |   |   | 2 |
| 1 |   |   |   |   |   |   |   |   | 1 |
|   | a | b | c | d | e | f | g | h |   |

Hilfsmatt in zwei Zügen. Duplex
Eine weitere Möglichkeit, zwei Aufgaben in einem Diagramm unterzubringen, ist der Duplex. Das bedeutet, dass im Diagramm sowohl eine Lösung für Weiß als auch für Schwarz vorhanden ist, also ein normales Hilfsmatt und ein Hilfsmatt, in dem Weiß beginnt und in der angegebenen Anzahl von Zügen mattgesetzt wird. Wie auch die Mehrlingsbildung wurde der Duplex in mehreren Kompositionsarten eingesetzt, aber hauptsächlich im Hilfsmatt. Das Diagramm links stammt vom Schachkomponisten Milan Vukcevich, der viele herausragende Kompositionen erschaffen hat.
Die Lösung ist bei schwarzem Anzug 1. Sh8–g6 f7–f8D 2. Sg6–e5 d7–d8S matt. Bei weißem Anzug ist die Lösung 1. f7–f8T Sh8–f7 2. d7–d8L Sf7–d6 matt. Beide Lösungen alleine wären nichts Besonderes, aber gemeinsam betrachtet ergeben sie zusammen ein Ganzes. Zuerst nehmen die Bauernumwandlungen dem schwarzen König durch Verteidigung und dann dem weißen König durch Blockade die Felder. Dadurch, dass die weißen Bauern in alle vier möglichen Figuren umwandeln, zeigt das Hilfsmatt als Ganzes eine Allumwandlung.

### Serienzüger
|   | a | b | c | d | e | f | g | h |   |
| 8 |   |   |   |   |   |   |   |   | 8 |
| 7 |   |   |   |   |   |   |   |   | 7 |
| 6 |   |   |   |   |   |   |   |   | 6 |
| 5 |   |   |   |   |   |   |   |   | 5 |
| 4 |   |   |   |   |   |   |   |   | 4 |
| 3 |   |   |   |   |   |   |   |   | 3 |
| 2 |   |   |   |   |   |   |   |   | 2 |
| 1 |   |   |   |   |   |   |   |   | 1 |
|   | a | b | c | d | e | f | g | h |   |

Serienzug-Hilfsmatt in 17 Zügen
Ein Hilfsmatt kann auch als Serienzüger dargestellt werden. In einem Serienzug-Hilfsmatt macht Schwarz eine Serie von Zügen, ohne dass Weiß zwischendurch ziehen darf, und nach Abschluss der Zugzahl darf Weiß einen einzigen Zug ausführen, um Schwarz mattzusetzen. Allerdings darf Schwarz weder schachbieten noch seinen eigenen König einem Schachgebot aussetzen, außer er bietet im letzten Zug Schach, direkt bevor Weiß zieht. Rechts ist ein Serienzug-Hilfsmatt in 17 Zügen, das man abgekürzt ser-h#17 schreiben würde. Dieses wurde von Thomas Rayner Dawson komponiert und 1947 in Fairy Chess Review publiziert. Eine gute Methode, langzügige Serienzug-Hilfsmattaufgaben zu lösen, ist eine Möglichkeit zu finden, wo und wie Schwarz mattgesetzt werden könnte, und dann zu versuchen, diese Stellung zu erreichen. In der Stellung hier müsste man demnach ein Feld finden, das der weiße Springer in einem Zug angreifen kann und das dann nur eine Fluchtmöglichkeit hätte, die der schwarze Bauer nach einer Umwandlung blockieren kann. Die einzige Möglichkeit ist das Feld a1, mit einem schwarzen Stein auf a2. Da der weiße Springer auf b3 mattsetzt, scheiden eine Dame und ein Läufer als Blockadestein aus, da sie b3 schützen würden. Auch ein Springer kommt auf a2 nicht in Betracht, da sonst der weiße König im Schach stünde. Es bleibt also nur ein Turm als Blockadestein übrig, aber bei einer Umwandlung würde er dem weißen König Schach bieten. Deshalb muss Schwarz eine Figur zwischen den weißen König und das Umwandlungsfeld stellen. Da die einzige Figur der König ist, muss dieser auf das Feld e1, das zwischen dem weißen König und dem Umwandlungsfeld liegt, wandern. Es bleibt nur noch übrig, zu prüfen, ob man alles in der angegebenen Zeit erreichen kann. Die Lösung läuft nach der obigen Erkenntnis folgendermaßen ab: Zuerst geht der schwarze König nach e1, dann wandelt der Bauer um und zieht als Turm nach f2. Dann geht der König nach a1 zurück und der Turm blockiert a2. Schließlich folgt das Matt durch Sa5–b3.
1. Ka1–a2 2. Ka2–a3 3. Ka3–b4 4. Kb4–c3 5. Kc3–d3 6. Kd3–e2 7. Ke2–e1 8. f2–f1T 9. Tf1–f2 10. Ke1–e2 11. Ke2–d3 12. Kd3–c3 13. Kc3–b4 14. Kb4–a3 15. Ka3–a2 16. Ka2–a1 17. Tf2–a2 Sa5–b3 matt
Die Anzahl der Züge hat für diesen Plan genau ausgereicht, somit ist die Aufgabe gelöst.

### Andere Möglichkeiten
Hilfsmattaufgaben, wie auch andere Kompositionen, können mit Märchenschachfiguren oder Märchenbedingungen wie Circe, Gitterschach, Patrouilleschach oder Längstzüger kombiniert werden. Es ist somit auch möglich, etwa auf einem Gitterschachbrett ein Serien-Hilfsmatt in sieben Zügen mit neutralen Nachtreitern darzustellen, die sich gegenseitig beobachten müssen und wiederauferstehen, wenn sie geschlagen werden. Derartige Kombinationen sind in den letzten Jahren häufiger anzutreffen, aber machen immer noch nur einen Bruchteil der Schachkompositionen aus.

### Hilfspatt
Eng verwandt mit dem Hilfsmatt ist das Hilfspatt. In dieser Aufgabenart muss Weiß pattsetzen, anstatt mattzusetzen. In diese Kategorie fällt auch etwa das kürzestmögliche Patt, das erstmals von Samuel Loyd gezeigt wurde.

## Geschichte
|   | a | b | c | d | e | f | g | h |   |
| 8 |   |   |   |   |   |   |   |   | 8 |
| 7 |   |   |   |   |   |   |   |   | 7 |
| 6 |   |   |   |   |   |   |   |   | 6 |
| 5 |   |   |   |   |   |   |   |   | 5 |
| 4 |   |   |   |   |   |   |   |   | 4 |
| 3 |   |   |   |   |   |   |   |   | 3 |
| 2 |   |   |   |   |   |   |   |   | 2 |
| 1 |   |   |   |   |   |   |   |   | 1 |
|   | a | b | c | d | e | f | g | h |   |

|   | a | b | c | d | e | f | g | h |   |
| 8 |   |   |   |   |   |   |   |   | 8 |
| 7 |   |   |   |   |   |   |   |   | 7 |
| 6 |   |   |   |   |   |   |   |   | 6 |
| 5 |   |   |   |   |   |   |   |   | 5 |
| 4 |   |   |   |   |   |   |   |   | 4 |
| 3 |   |   |   |   |   |   |   |   | 3 |
| 2 |   |   |   |   |   |   |   |   | 2 |
| 1 |   |   |   |   |   |   |   |   | 1 |
|   | a | b | c | d | e | f | g | h |   |

Obwohl bereits seit Jahrhunderten Direktmattprobleme existierten, komponierte erst Max Lange im Jahr 1854 das erste Hilfsmatt. Der zweite Komponist, der sich mit Hilfsmatts beschäftigte, war Samuel Loyd im Jahr 1860. Weitere Komponisten folgten und kreierten, ohne von früheren Aufgaben zu wissen, Hilfsmatts. So schrieb zum Beispiel James Alexander Porterfield Rynd im Januar 1893, dass er vor ungefähr zwanzig Jahren das erste Hilfsmatt kreiert habe. Dabei berief er sich auf eine Aufgabe, die am 3. Oktober 1870 im Irish Sportsman and Farmer unter dem Pseudonym „Dynari“ veröffentlicht wurde. In heutiger Terminologie wäre dies ein Hilfsmatt in 3,5 Zügen, aber damals gab es noch keine Konventionen und so wurde das Hilfsmatt mit der Forderung White, with Black’s help, to mate in four moves veröffentlicht.
Da zu diesem Hilfsmatt niemals eine Lösung publiziert wurde und mehrere Lösungen vorhanden sind, kann man anhand der Quellen und zweier beinahe identischer Versionen, die mit wenigen Wochen Abstand in Irish Sportsman and Farmer (24. Dezember 1870) und The Westminster Papers (1871) veröffentlicht wurden, nur darüber spekulieren, was die Intention des Autors war. Harrie Grondijs und Günter Büsing rekonstruierten die Lösung (in heutiger Notation) 1. … f5 2. Ke5 Th8 3. Kd6 c5+ 4. Kc7 Tc8 matt. Im Oktober 2004 korrigierten sie deshalb das Problem.
Der Herausgeber des Dubuque Chess Journal, Brownson, sah das Hilfsmatt von „Dynari“ und entschloss sich daraufhin, 1872 das allererste Hilfsmatt-Kompositionsturnier zu veranstalten.
Auch andere bedeutende Komponisten wurden auf die neue Kompositionsrichtung aufmerksam, so wurde in den Baltimore Sunday News eine nach heutigen Maßstäben seitenverkehrte Aufgabe von William Anthony Shinkman publiziert, in der beide Seiten unterverwandeln.
Das längste eindeutige Hilfsmatt hat 28,5 Züge und wurde im Oktober 1934 von Bernhard Hegermann veröffentlicht.
John Niemann sammelte seit 1947 Hilfsmatt-Aufgaben. Seine Sammlung wurde nach seinem Tode durch viele Schachfreunde erfasst und steht in der Problemdatenbank zusammen mit zahlreichen weiteren Schachkompositionen zur Verfügung.